# Kup Hrvatske u hokeju na travi za muškarce
Kup Hrvatske u hokeju na travi za muškarce se igra od 1992. godine. 

## Popis pobjednika
| sezona    | pobjednik                  |
| --------- | -------------------------- |
| 1992.     | Marathon (Zagreb)          |
| 1993.     | Marathon (Zagreb)          |
| 1994.     | Jedinstvo (Zagreb)         |
| 1995.     | Marathon (Zagreb)          |
| 1996.     | Mladost (Zagreb)           |
| 1997.     | Jedinstvo (Zagreb)         |
| 1998.     | Zelina (Sveti Ivan Zelina) |
| 1999.     | Zelina (Sveti Ivan Zelina) |
| 2000.     | Mladost (Zagreb)           |
| 2001.     | Zelina (Sveti Ivan Zelina) |
| 2002.     | Mladost (Zagreb)           |
| 2003.     | Jedinstvo (Zagreb)         |
| 2004.     | Mladost (Zagreb)           |
| 2005.     | Mladost (Zagreb)           |
| 2006.     | Mladost (Zagreb)           |
| 2007.     | Mladost (Zagreb)           |
| 2008.     | Mladost (Zagreb)           |
| 2009.     | Jedinstvo (Zagreb)         |
| 2010.     | Mladost (Zagreb)           |
| 2011.     | Mladost (Zagreb)           |
| 2012.     | Mladost (Zagreb)           |
| 2013.     | Mladost (Zagreb)           |
| 2014.     | Marathon (Zagreb)          |
| 2015.     | Marathon (Zagreb)          |
| 2016.     | Mladost (Zagreb)           |
| 2017.     | Mladost (Zagreb)           |
| 2018.     | Zelina (Sveti Ivan Zelina) |
| 2018./19. | Zelina (Sveti Ivan Zelina) |
| 2019./20. | Zelina (Sveti Ivan Zelina) |
| 2020./21. | Mladost (Zagreb)           |
| 2021./22. | Mladost (Zagreb)           |
| 2022./23. | Mladost (Zagreb)           |

## Vječna ljestvica
- 17 puta 
  - "Mladost" (Zagreb)
- 6 puta 
  - "Zelina" (Sveti Ivan Zelina)
- 5 puta 
  - "Marathon" (Zagreb)
- 4 puta 
  - "Jedinstvo" (Zagreb)

 zaključno s 2021. 

## Unutrašnje poveznice
- Prvenstva Hrvatske u hokeju na travi
- Dvoranski Kup Hrvatske u hokeju za muške

## Vanjske poveznice
- hhs-chf..hr, Hrvatski hokejski savez
- hhs-chf.hr, Kup Hrvatske za seniore i seniorke